# Ronald Ludington
Ronald Edmund "Ron" Ludington (Boston, Massachusetts, 4 de setembro de 1934 – 14 de maio de 2020) foi um treinador de patinação artística e patinador artístico norte-americano, que competiu em provas de duplas. Ele conquistou uma medalha de bronze olímpica em 1960 ao lado da parceira Nancy Ludington, e uma medalha de bronze em campeonatos mundiais.
Ludington casou-se com Nancy Rouillard, e posteriormente divorciou-se.
Morreu no dia 14 de maio de 2020, aos 85 anos.

## Principais resultados

### Com Nancy Ludington
| Resultados                                            | Resultados        | Resultados      | Resultados        | Resultados        | Resultados    | Resultados    | Resultados    | Resultados    | Resultados    | Resultados    | Resultados    | Resultados    |
| Internacional                                         | Internacional     | Internacional   | Internacional     | Internacional     | Internacional | Internacional | Internacional | Internacional | Internacional | Internacional | Internacional | Internacional |
| Evento/Temporada                                      | 1956– 1957        | 1957– 1958      | 1958– 1959        | 1959– 1960        |               |               |               |               |               |               |               |               |
| ----------------------------------------------------- | ----------------- | --------------- | ----------------- | ----------------- | ------------- | ------------- | ------------- | ------------- | ------------- | ------------- | ------------- | ------------- |
| Jogos Olímpicos                                       |                   |                 |                   | Medalha de bronze |               |               |               |               |               |               |               |               |
| Campeonato Mundial                                    | 4.º               | 5.º             | Medalha de bronze | 6.º               |               |               |               |               |               |               |               |               |
| Campeonato Norte-Americano                            | Medalha de bronze |                 |                   |                   |               |               |               |               |               |               |               |               |
| Nacional                                              |                   |                 |                   |                   |               |               |               |               |               |               |               |               |
| Campeonato dos Estados Unidos                         | Medalha de ouro   | Medalha de ouro | Medalha de ouro   | Medalha de ouro   |               |               |               |               |               |               |               |               |
|                                                       |                   |                 |                   |                   |               |               |               |               |               |               |               |               |
| Legenda: Competição não foi disputada nesta temporada |                   |                 |                   |                   |               |               |               |               |               |               |               |               |